# Luis Horna
Luis Horna Viscari (Lima, 14 september 1980) is een Peruaans voormalig tennisspeler die op professioneel niveau tenniste tussen 1998 en 2009. Horna was een rechtshandige speler die een sterke opslag had voor een relatief kort persoon, de forehand was een van de wapens van Horna. Hij had een enkelhandige backhand en zijn favoriete ondergrond was gravel.

## Carrière
Horna stond ook bekend onder zijn bijnaam Lucho, die naam is ontstaan uit zijn voornaam. Horna was een junior met veel talent bij zowel de enkels als de dubbels. Horna schopte het tot de finale van het jongerentoernooi van Roland Garros in 1997, maar verloor daar van Daniel Elsner. De dubbels bij de jongerentoernooien van Wimbledon en Roland Garros won hij wel, respectievelijk met José de Armas en Nicolás Massú.
Horna werd professioneel tennisser in 1998 en klom dat jaar meer dan 1000 plekken op de ranglijst door verschillende overwinningen te boeken op 'Futures' in Zuid-Amerika. Datzelfde jaar bereikte Horna ook zijn eerste ATP-challengerfinale in Aschaffenburg. In 2000 was hij finalist in verschillende challengers, maar het duurde tot 2001 voordat Horna zijn eerste ATP-challenger won, namelijk in Umag.
2002 was een succesvol jaar voor Horna, omdat hij dat jaar als eerste Peruviaan sinds Jaime Yzaga aan het einde van het seizoen wist te eindigen in de top 100. Yzaga eindigde in 1994 op de 34ste positie op de wereldranglijst. Deze positie voor Horna was te danken aan zijn drie overwinningen bij challengers dat jaar, namelijk in Zagreb, Fürth en Weiden. Hij won daar respectievelijk van Dominik Hrbatý, Jürgen Melzer en Željko Krajan. Ook was Horna dat jaar finalist in de challenger van São Paulo.
Horna maakte zijn debuut voor de grandslamtoernooien in 2003. Tijdens de Roland Garros versloeg Horna in de eerste ronde Roger Federer die destijds een van de favorieten was, het was de laatste grand slam tot op heden waarbij Roger Federer in de eerste ronde verloor. Horna zei na de overwinning dat het "het beste dat ik ooit in mijn leven heb gehad" was. Horna verloor echter in de tweede ronde van de later verliezend finalist Martin Verkerk. Horna won nog een challenger in Sevilla dat jaar en was driemaal halvefinalist in Amersfoort, Sopot en Palermo.
In 2004 behaalde Horna zijn hoogste wereldranglijstpositie, namelijk de 33ste plaats, op 30 augustus. Horna won de challenger van Bermuda en behaalde zijn eerste ATP-finale, in Long Island verloor hij van Lleyton Hewitt.
2005 was niet een succesvol jaar voor Horna, waarin hij de enkels buiten de top 50 raakte. Hij won dit jaar echter wel zijn eerste dubbeltoernooi, namelijk in Amersfoort. Ook op Roland Garros zette Horna een goed resultaat neer, hij behaalde de derde ronde, waarvoor hij Tim Henman versloeg. In deze derde ronde verloor Horna echter van Victor Hănescu.
Horna won zijn eerste ATP-titel in Acapulco door van de Argentijn Juan Ignacio Chela in de finale te winnen met 7-6(5) en 6-4. Ook behaalde hij dit jaar de derde ronde van de Australian Open door Gaël Monfils te verslaan, echter verloor Horna in de derde ronde van de Fransman Paul-Henri Mathieu. In 2006 behaalde Horna ook zijn tweede dubbeltitel, nu in Palermo. Horna eindigde dit jaar buiten de top 50, door verschillende arm- en schouderblessures.
Horna had een onfortuinlijke start van 2007 doordat hij verloor in de eerste ronde van de Australian Open van dubbelspecialist Maks Mirni, nadat de umpire weigerde in de vijfde set een neerhalend schreeuwende toeschouwer van de tribune te sturen. In februari 2007 won Horna zijn tweede ATP-toernooi, door Nicolás Massú te verslaan in de finale met 7-5, 6-3 in Chili.

## Palmares

### Enkelspel
| Nr.                          | Datum            | Toernooi         | Ondergrond | Tegenstander in finale   | Score         |         |
| ---------------------------- | ---------------- | ---------------- | ---------- | ------------------------ | ------------- | ------- |
| gewonnen finales             |                  |                  |            |                          |               |         |
| 1.                           | 5 maart 2006     | ATP Acapulco     | Gravel     | Juan Ignacio Chela       | 7-6(5), 6-4   | details |
| 2.                           | 4 februari 2007  | ATP Viña del Mar | Gravel     | Nicolás Massú            | 7-5, 6-3      | details |
| verloren finales             |                  |                  |            |                          |               |         |
| 1.                           | 29 augustus 2004 | ATP Long Island  | Hardcourt  | Lleyton Hewitt           | 3-6, 1-6      | details |
| gewonnen finales challengers |                  |                  |            |                          |               |         |
| 1.                           | 19 mei 2002      | Zagreb           | Gravel     | Dominik Hrbatý           | 6-2, 6-1      |         |
| 2.                           | 9 juni 2002      | Fürth            | Gravel     | Jürgen Melzer            | 6-4, 6-2      |         |
| 3.                           | 16 juni 2002     | Weiden           | Gravel     | Željko Krajan            | 6-0, 6-4      |         |
| 4.                           | 5 oktober 2003   | Sevilla          | Gravel     | Guillermo García López   | 6-0, 4-6, 6-3 |         |
| 5.                           | 25 april 2004    | Bermuda          | Gravel     | Martín Vassallo Argüello | 6-4, 4-6, 6-4 |         |
| 6.                           | 6 juli 2008      | Lugano           | Gravel     | Nicolas Devilder         | 7-6(1), 6-1   |         |

### Dubbelspel
| Nr.                                       | Datum             | Toernooi         | Ondergrond | Partner                | Tegenstanders in finale              | Score                  |         |
| ----------------------------------------- | ----------------- | ---------------- | ---------- | ---------------------- | ------------------------------------ | ---------------------- | ------- |
| gewonnen finales heren dubbel             |                   |                  |            |                        |                                      |                        |         |
| 1.                                        | 24 juli 2005      | ATP Amersfoort   | Gravel     | Martín García          | Fernando González Nicolás Massú      | 6-4, 6-4               | details |
| 2.                                        | 1 oktober 2006    | ATP Palermo      | Gravel     | Martín García          | Mariusz Fyrstenberg Marcin Matkowski | 7-6(1), 7-6(2)         | details |
| 3.                                        | 29 juli 2007      | ATP Kitzbühel    | Gravel     | Potito Starace         | Tomas Behrend Christopher Kas        | 7-6(4), 7-6(5)         | details |
| 4.                                        | 13 januari 2008   | ATP Auckland     | Hardcourt  | Juan Mónaco            | Xavier Malisse Jürgen Melzer         | 6-4, 3-6, [10-7]       | details |
| 5.                                        | 24 februari 2008  | ATP Buenos Aires | Gravel     | Agustín Calleri        | Werner Eschauer Peter Luczak         | 6-0, 6-7(6), [10-2]    | details |
| 6.                                        | 8 juni 2008       | Roland Garros    | Gravel     | Pablo Cuevas           | Daniel Nestor Nenad Zimonjić         | 6-2, 6-3               | details |
| verloren finales heren dubbel             |                   |                  |            |                        |                                      |                        |         |
| 1.                                        | 18 juli 2004      | ATP Amersfoort   | Gravel     | José Acasuso           | Jaroslav Levinský David Škoch        | 0-6, 6-2, 5-7          | details |
| 2.                                        | 10 april 2005     | ATP Casablanca   | Gravel     | Martín García          | František Čermák Leoš Friedl         | 4-6, 3-6               | details |
| 3.                                        | 24 april 2005     | ATP Houston      | Gravel     | Martín García          | Mark Knowles Daniel Nestor           | 3-6, 4-6               | details |
| 4.                                        | 17 september 2006 | ATP Boekarest    | Gravel     | Martín García          | Mariusz Fyrstenberg Marcin Matkowski | 7-6(5), 6-7(5), [8-10] | details |
| 5.                                        | 2 maart 2008      | ATP Acapulco     | Gravel     | Agustín Calleri        | Oliver Marach Michal Mertiňák        | 2-6, 7-6(3), [7-10]    | details |
| gewonnen finales mannendubbel challengers |                   |                  |            |                        |                                      |                        |         |
| 1.                                        | 27 augustus 2000  | Mönchengladbach  | Gravel     | Emilio Benfele Alvarez | Francisco Costa German Puentes       | 7-6(1), 1-6, 7-5       |         |
| 2.                                        | 18 maart 2001     | Salinas          | Hardcourt  | David Nalbandian       | Daniel Melo Flavio Saretta           | 6-4, 0-6, 6-1          |         |
| 3.                                        | 23 juni 2002      | Braunschweig     | Gravel     | Mariano Hood           | František Čermák Petr Luxa           | 3-6, 6-3, 6-1          |         |
| 4.                                        | 6 oktober 2002    | Sevilla          | Gravel     | Mariano Hood           | Alex Lopez Moron Albert Portas       | 4-6, 6-1, 6-4          |         |
| 5.                                        | 4 november 2007   | Montevideo       | Gravel     | Pablo Cuevas           | Marcel Granollers Santiago Ventura   | walk-over              |         |
| 6.                                        | 30 november 2008  | Lima             | Gravel     | Sebastián Prieto       | Ramón Delgado Julio Silva            | 6-3, 6-3               |         |

## Resultaten grote toernooien
| Legenda | Legenda                          |
| ------- | -------------------------------- |
| g.t.    | geen toernooi gehouden           |
| l.c.    | lagere categorie                 |
| –       | niet deelgenomen                 |
| G       | uitgeschakeld in de groepsfase   |
| 1R      | uitgeschakeld in de eerste ronde |
| 2R      | uitgeschakeld in de tweede ronde |
| 3R      | uitgeschakeld in de derde ronde  |
| 4R      | uitgeschakeld in de vierde ronde |
| KF      | uitgeschakeld in de kwartfinale  |
| HF      | uitgeschakeld in de halve finale |
| F       | de finale verloren               |
| W       | het toernooi gewonnen            |
| w-v     | winst/verlies-balans             |

### Enkelspel
| Grandslamtoernooien   |        |        |       |        |        |        |      |         |
| Australian Open       | –      | 1R     | 1R    | 1R     | 3R     | 1R     | 1R   | 2-6     |
| Roland Garros         | –      | 2R     | 2R    | 3R     | 1R     | 1R     | 2R   | 5-6     |
| Wimbledon             | –      | 1R     | 1R    | 1R     | 1R     | 1R     | 1R   | 0-6     |
| US Open               | 1R     | 1R     | 1R    | 1R     | 2R     | 2R     | 1R   | 2-7     |
| Winst-verlies         | 0-1    | 1-4    | 1-4   | 2-4    | 3-4    | 1-4    | 1-4  | 9-25    |
| Tennis Masters Cup    |        |        |       |        |        |        |      |         |
| ATP World Tour Finals | –      | –      | –     | –      | –      | –      | –    | 0-0     |
| ATP Masters 1000      |        |        |       |        |        |        |      |         |
| Indian Wells          | –      | –      | 3R    | 1R     | 1R     | 2R     | 1R   | 3-5     |
| Miami                 | 3R     | 2R     | 1R    | 1R     | 2R     | 2R     | –    | 5-6     |
| Monte Carlo           | –      | 2R     | –     | 1R     | 1R     | –      | –    | 1-3     |
| Hamburg               | –      | –      | 2R    | 1R     | 1R     | –      | 1R   | 1-4     |
| Rome                  | –      | –      | 3R    | 3R     | 1R     | 1R     | 3R   | 6-4     |
| Montréal/Toronto      | –      | –      | 3R    | 1R     | –      | –      | –    | 2-2     |
| Cincinnati            | –      | –      | 2R    | 3R     | –      | –      | –    | 3-2     |
| Madrid                | –      | –      | KF    | –      | –      | –      | –    | 3-1     |
| Parijs                | –      | –      | 1R    | –      | –      | –      | –    | 0-1     |
| Olympische Spelen     |        |        |       |        |        |        |      |         |
| Olympische Spelen     | n.v.t. | n.v.t. | 1R    | n.v.t. | n.v.t. | n.v.t. | –    | 0-1     |
| Statistieken          |        |        |       |        |        |        |      |         |
| Totaal aantal titels  | 0      | 0      | 0     | 0      | 1      | 1      | 0    | 2       |
| Totaal winst-verlies  | 12-8   | 19-20  | 31-29 | 17-24  | 19-21  | 21-16  | 9-17 | 140-146 |
| Eindejaarsranking     | 85     | 64     | 38    | 84     | 63     | 73     | 108  |         |

### Mannendubbelspel
| Grandslamtoernooien   |        |      |        |        |        |       |        |       |
| Australian Open       | –      | 1R   | –      | 1R     | 1R     | 1R    | –      | 0-4   |
| Roland Garros         | 1R     | 1R   | –      | –      | 1R     | W     | 3R     | 8-4   |
| Wimbledon             | –      | 1R   | 1R     | –      | –      | 2R    | –      | 1-3   |
| US Open               | 1R     | 1R   | 1R     | 1R     | 2R     | 2R    | –      | 2-6   |
| Winst-verlies         | 0-2    | 0-4  | 0-2    | 0-2    | 1-3    | 8-3   | 2-1    | 11-17 |
| Tennis Masters Cup    |        |      |        |        |        |       |        |       |
| ATP World Tour Finals | –      | –    | –      | –      | –      | HF    | –      | 2-2   |
| ATP Masters 1000      |        |      |        |        |        |       |        |       |
| Indian Wells          | –      | –    | –      | –      | –      | –     | –      | 0-0   |
| Miami                 | –      | –    | –      | –      | –      | –     | –      | 0-0   |
| Monte Carlo           | –      | –    | –      | –      | –      | –     | –      | 0-0   |
| Rome                  | –      | –    | –      | –      | –      | 1R    | –      | 0-1   |
| Hamburg               | –      | –    | –      | –      | –      | 1R    | l.c.   | 0-1   |
| Madrid                | –      | –    | –      | –      | –      | –     | –      | 0-0   |
| Montréal/Toronto      | –      | –    | –      | –      | –      | –     | –      | 0-0   |
| Cincinnati            | –      | –    | –      | –      | –      | –     | –      | 0-0   |
| Shanghai              | l.c.   | l.c. | l.c.   | l.c.   | l.c.   | l.c.  | –      | 0-0   |
| Parijs                | –      | –    | –      | –      | –      | –     | –      | 0-0   |
| Olympische Spelen     |        |      |        |        |        |       |        |       |
| Olympische Spelen     | n.v.t. | –    | n.v.t. | n.v.t. | n.v.t. | –     | n.v.t. | 0-0   |
| Statistieken          |        |      |        |        |        |       |        |       |
| Totaal aantal titels  | 0      | 0    | 1      | 1      | 1      | 3     | 0      | 6     |
| Totaal winst-verlies  | 2-6    | 8-13 | 13-13  | 15-10  | 7-5    | 24-13 | 2-3    | 76-70 |
| Eindejaarsranking     | 404    | 127  | 93     | 76     | 107    | 17    | 273    |       |